# Pejtu de habas
Pejtu de habas, habas pejtu, o habaspejtu es un plato de la gastronomía boliviana. Es consumido ampliamente en el departamento de Cochabamba. Es muy popular durante Semana Santa, ya que no incluye ningún tipo de carne y suele ser incluido en el menú de 12 platos característico de este periodo.

## Características
El plato es un ají preparado con habas frescas, cebolla, queso, ajo y ají amarillo. A veces tiene charque  y algunas variaciones incluyen quesillo en lugar de queso.